# Egyptische mummificatie

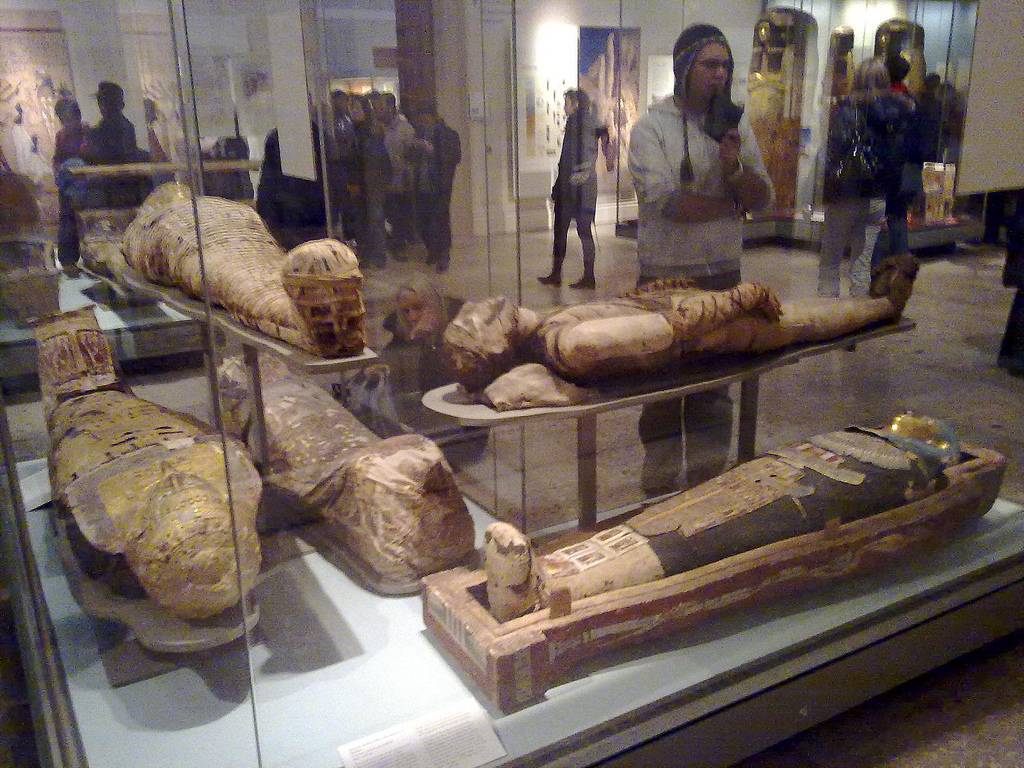
Egyptische mummies in het British Museum

De Egyptische mummificatie ontstond in het oude Egypte. De oudste vorm van mummificatie betrof slechts het uitdrogen van het lichaam in het hete zand. In de religie van de oude Egyptenaren nam mummificeren een steeds belangrijkere plaats in omdat zij geloofden dat het lichaam van de dode niet naar het eeuwige leven kon reizen zonder een stoffelijk lichaam dat niet verging.

## Herkomst van natron
Meren in de woestijn die af en toe door regen gevuld worden maar geen afvoer naar de zee hebben, worden steeds rijker aan zouten: natron. Als het water verdampt worden de erin opgeloste zouten steeds geconcentreerder en kristalliseren uiteindelijk uit. Een eigenschap van deze substantie is dat het hygroscopisch is: het trekt vocht aan en is absorberend. De belangrijkste vindplaats was Wadi Natroen.

## Het Oude Rijk
Tijdens het Oude Rijk werden de interne organen van koningin Hetepheres verwijderd en in een oplossing van natron geplaatst (ongeveer 3%). De vroege pogingen tot mummificatie waren totale mislukkingen. Dit werd erkend door balsemers en zij namen de taak op zich de vorm van het lichaam te bewaren. Zij deden dit door het lichaam in met hars doorweekte verbanden te verpakken. Zij werden hier zo goed in dat één voorbeeld uit de 5e dynastie van Egypte van een hofmusicus, genaamd Waty, nog details van wratten, rimpels en gezichtsdetails heeft behouden.

## Het Nieuwe Rijk
De 18e dynastie van Egypte kondigt het begin van het Nieuwe Rijk aan. In dit Nieuwe Rijk, veranderden de doodskisten van vorm: de rechthoek uit het Middenrijk (Egypte) ging over in de bekende mummie-vorm met hoofd en ronde schouders. Eerst werden deze verfraaid met gesneden of geschilderde veren, maar later werden ze beschilderd met een afbeelding van de overleden persoon. Zij werden ook in elkaar gelegd als Russische poppetjes, in die zin dat een grote buitendoodskist kleinere binnenkisten bevatte en uiteindelijk het gebalsemde lichaam. Uit deze tijd zijn de meeste mummies overgebleven.

In het Nieuwe Rijk ontstond ook de gewoonte om de doden een voorwerp mee te geven.

## Werkwijze

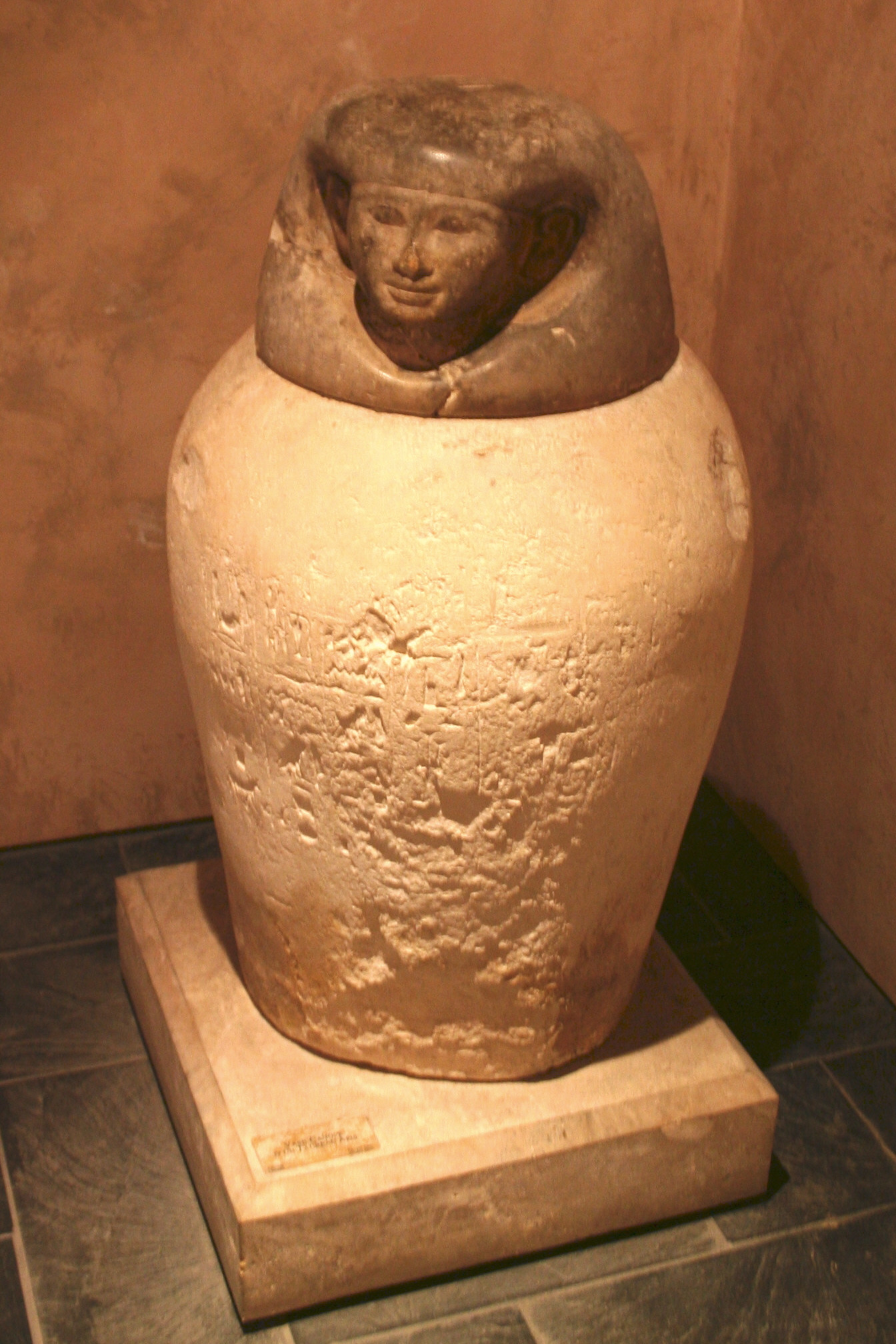
Egyptische canope uit het Archeologisch Museum te Marseille.

Mummificatieperiode is een periode van 70 dagen waarin het stoffelijk overschot van de farao werd gemummificeerd. Hierna kon de begrafenis plaatsvinden. In het Oude Rijk werden farao's begraven in piramiden. In het Nieuwe Rijk werden de farao's begraven in de Vallei der Koningen, nabij Thebe.
De mummificatie gebeurde in een Per Nefer, Oudegyptisch voor 'Mooi Huis'. Dit was meestal een tent, want hier bleef de lucht langer fris. Het lichaam werd op een houten tafel gelegd. De Egyptenaren gebruikten geen massieve tafels. Dat was makkelijker als ze de windsels om het lichaam moesten doen. Via een snee in de linkerzij werden alle interne organen verwijderd. De holten werden gewassen en werden dan volgepakt met natron. Het lichaam werd in een stapel natron begraven. De darmen, de longen, de lever en de maag werden gewassen in palmwijn en afzonderlijk bewaard in canopen (kruiken) en werden door de vier zonen van Horus (Amset, Doeamoetef, Hapy en Kebehsenoef) beschermd. Deze vazen werden meebegraven en waren vaak uitbundig versierd. Beroemd zijn de canopen van Toetanchamon. Het hart moest in het lichaam blijven zitten; dat was nodig bij de ceremonie van het wegen van het hart. Daarna werd het stoffelijk overschot 30 dagen in natron gelegd zodat het lichaam uitdroogde. Tot slot werd het lichaam in linnen doeken gewikkeld. Voor het lichaam begraven werd, werd het vaak nog versierd met sieraden en werden er zaden of vruchten meegegeven, vaak tussen het linnen. De mummie werd een masker opgedaan met zijn gezicht van goud. Het masker van Toetanchamon is een van de beroemdste. Het gemummificeerde lichaam werd in een of meer sarcofagen gelegd en daarna begraven (in mastaba, piramide of rotsgraf).
Het mummificatieproces werd beschreven door Herodotus, een Griek, die Egypte bezocht.